# Pomponi (polític)
Pomponi (en llatí Pomponius) va ser un polític romà del segle i aC. Formava part de la gens Pompònia, però no es coneix el seu cognomen.
Va ser proscrit pels triumvirs l'any 43 aC i encara que llavors era a Roma va aconseguir escapar agafant les insígnies de pretor i acompanyat dels seus esclaus, que van figurar com a lictors, va deixar la ciutat i va creuar Itàlia com a magistrat, fins a arribar a Sicília on es va unir a Sext Pompeu.
Valeri Màxim relata aquesta història però l'atribueix a Gai Senti Saturní, cònsol l'any 19 aC.